# 17 lutego
17 lutego jest 48. dniem w kalendarzu gregoriańskim. Do końca roku pozostało 317 (w latach przestępnych 318) dni.

## Święta
- Imieniny obchodzą: Aleksja, Aleksy, Anastazy, Bartłomiej, Benedykt, Bonfilia, Bonfiliusz, Donat, Faustyn, Fintan, Flawian, Franciszek, Gerard, Hermogenes, Hugo, Jan, Julian, Klemens, Konstanty, Łukasz, Marianna, Michał, Niegowoj, Polichroniusz, Reginald, Romulus, Sylwan, Sylwin, Sylwina, Teodulf, Wilhelm i Zbigniew.
- Polska – Dzień Służby Cywilnej (od 2024)
- dawne Cesarstwo rzymskie – Kwirynalia (łac. Quirinalia); także Święto Głupców (łac. festum stultorum)[1]
- Kosowo – Dzień Niepodległości Kosowa
- Międzynarodowe – Światowy Dzień Kota
- Wspomnienia i święta w Kościele katolickim[2][3] obchodzą:
  - Siedmiu Świętych Założycieli Zakonu Serwitów Najświętszej Maryi Panny[4] (serwici)
  - św. Aleksy Falconieri (zm. 1310, założyciel serwitów)
  - bł. Antoni Leszczewicz (również 12 czerwca w grupie 108 błogosławionych męczenników)
  - bł. Elżbieta Sanna (wdowa)
  - św. Fintan z Clonenagh (opat)
  - bł. Łukasz Belludi, Łukasz od św. Antoniego (franciszkanin)[5]

## Wydarzenia w Polsce
- 1387 – Wielki książę litewski i król Polski Władysław II Jagiełło uposażył diecezję wileńską i zwrócił się do papieża Urbana VI o jej zatwierdzenie.
- 1491 – Książę ziębicki i hrabia kłodzki Henryk I Starszy z Podiebradów nadał herb miejski Złotemu Stokowi.
- 1677 – Poświęcono klasztor dominikanów w Tarnobrzegu.
- 1803 – Utworzono parafię ewangelicko-augsburską w Białymstoku.
- 1831 – Powstanie listopadowe: zwycięstwa powstańców w bitwach pod Dobrem i pod Kałuszynem.
- 1834 – We Lwowie odbyła się prapremiera Zemsty Aleksandra Fredry.
- 1863 – Powstanie styczniowe: zwycięstwo Rosjan w bitwie pod Miechowem i powstańców w bitwie pod Staszowem.
- 1881 – Ferdynand Weigel został prezydentem Krakowa.
- 1915 – Zainaugurowała działalność Łódzka Orkiestra Symfoniczna.
- 1940 – Niemcy zniszczyli pomnik Tadeusza Kościuszki na Wawelu.
- 1941 – Maksymilian Maria Kolbe został aresztowany przez Gestapo.
- 1942 – W getcie w Brzeżanach w dawnym województwie tarnopolskim Niemcy zamordowali kilkudziesięciu Żydów.
- 1944:
  - Podwójny agent (niemiecki i radziecki) Bogusław Hrynkiewicz, dwóch żołnierzy Gwardii Ludowej i przydzielony Hrynkiewiczowi funkcjonariusz Gestapo dokonali przejęcia archiwum Armii Krajowej i Delegatury Rządu na Kraj przy ul. Poznańskiej 37 w Warszawie. Podczas akcji uprowadzono 7 osób, które zaginęły bez wieści.
  - W Mińsku Mazowieckim i na terenie powiatu mińskiego Niemcy aresztowali około 100 żołnierzy AK i cywilów.
- 1947:
  - W Kiełpińcu koło Sokołowa Podlaskiego w starciu z oddziałem KBW poległo czterech żołnierzy 6. Brygady Wileńskiej WiN.
  - W Krakowie wznowiła działalność Polska Akademia Umiejętności.
- 1956:
  - Powołano Towarzystwo Krzewienia Kultury Fizycznej.
  - W pożarze w KWK „Rokitnica” w Zabrzu zginęło 15 górników.
- 1960 – Zostały ustanowione: Medal za Długoletnie Pożycie Małżeńskie i Medal za Ofiarność i Odwagę.
- 1981 – Zarejestrowano Niezależne Zrzeszenie Studentów (NZS).
- 1994:
  - Otwarto Planetarium im. Władysława Dziewulskiego w Toruniu.
  - Premiera filmu Jańcio Wodnik w reżyserii Jana Jakuba Kolskiego.
- 1999 – Sejm RP upoważnił prezydenta Aleksandra Kwaśniewskiego do ratyfikacji traktatu północnoatlantyckiego.
- 2021 – Zakończyła działalność Kopalnia Węgla Brunatnego „Adamów” w Turku.
- 2024 – Kapituła Generalna Kościoła Starokatolickiego Mariawitów w RP, podjęła decyzję o przyjęciu do Kościoła Starokatolickiego Mariawitów duchownych i wiernych Kościoła Św. Maryi w Mont-Saint-Aignan i utworzeniu Diecezji Normandii Prowincji Francuskiej Kościoła Starokatolickiego Mariawitów, której biskupem ordynariuszem został bp Roland Fleury.
- 2025 - Padł polski rekord mrozu. W Litworowym Kotle w Tatrach, temperatura spadła do -41,1 st. C.[6]

## Wydarzenia na świecie

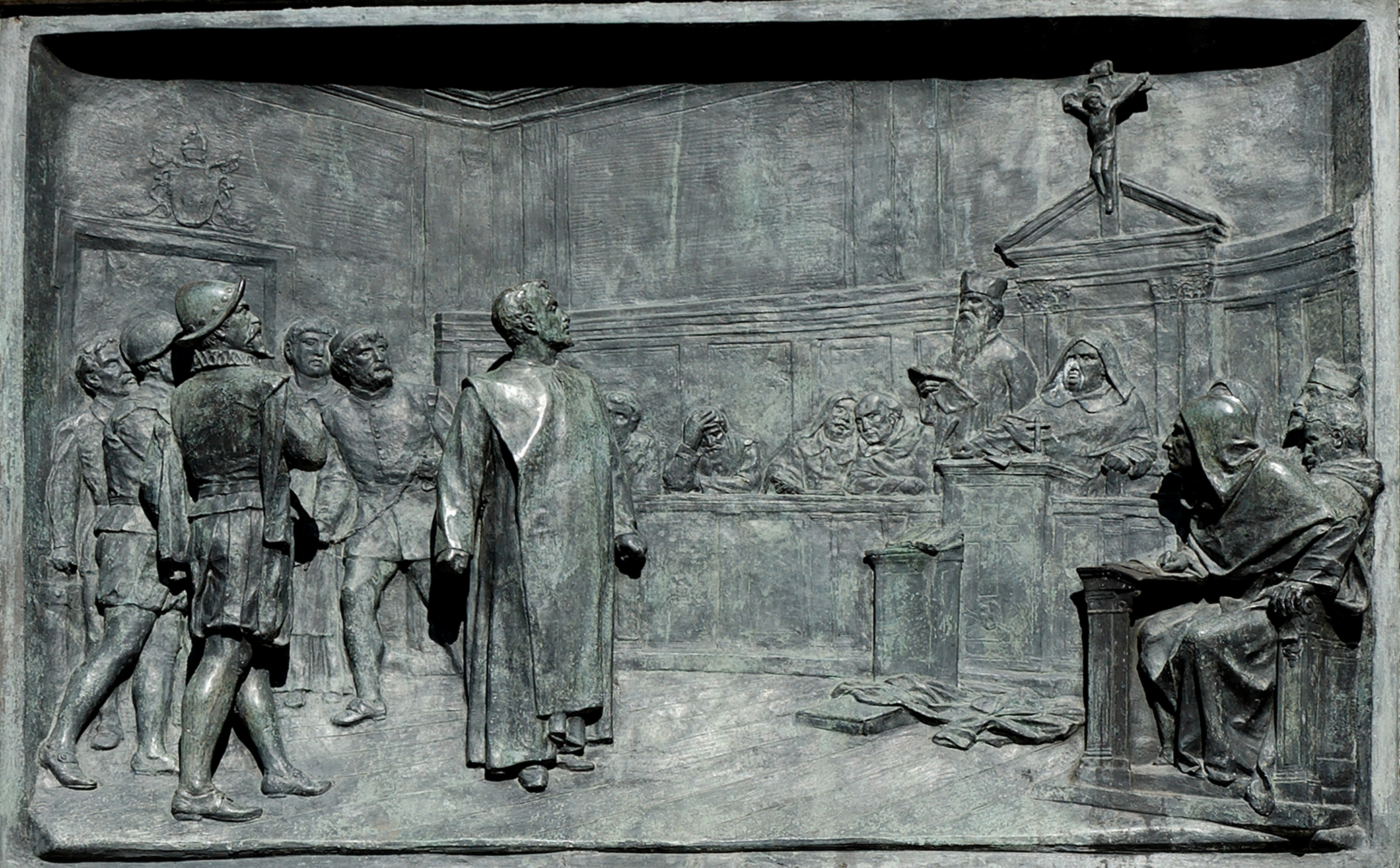
Proces Giordano Bruno – tablica na pomniku filozofa na Campo de’ Fiori w Rzymie

- 1164 – Ponad 20 tys. osób zginęło na wybrzeżu holenderskim i niemieckim w wyniku powodzi wywołanej przez sztorm na Morzu Północnym.
- 1370 – Krzyżacy pokonali Litwinów w bitwie pod Rudawą.
- 1371 – Iwan Szyszman został carem Bułgarii.
- 1448 – Zawarto konkordat pomiędzy Stolicą Apostolską a Świętym Cesarstwem Rzymskim.
- 1461 – Wojna Dwóch Róż: zwycięstwo armii Lancasterów nad Yorkami w II bitwie pod St Albans.
- 1500 – Chłopi z Dithmarschen pokonali przeważające siły króla Danii Jana II Oldenburga w bitwie pod Hemmingstedt.
- 1571 – W Brnie został stracony największy czeski seryjny morderca Martin Roháč, który wraz ze swą bandą zamordował w latach 1568-71 na tle rabunkowym 59 osób.
- 1600 – W Rzymie za herezję został spalony na stosie Giordano Bruno.
- 1608 – Na zamku w Czeskim Krumlowie umysłowo chory Julius d’Austria, nieślubny syn cesarza Rudolfa II Habsburga, brutalnie zamordował córkę miejscowego chirurga i balwierza Marketę Puchlerovą.
- 1614 – Odbyło się uroczyste otwarcie po odbudowie zamku Johannisburg w bawarskim Aschaffenburgu.
- 1665 – Założono miasto Macuspana w Meksyku.
- 1720 – W Hadze podpisano traktat pokojowy kończący wojnę Hiszpanii z koalicją angielsko-francusko-austriacką.
- 1753 – Charles Morrison przedstawił w brytyjskim czasopiśmie „Scots Magazine” pierwszy projekt telegrafu elektrycznego.
- 1772 – W Petersburgu podpisano tajną konwencję rosyjsko-pruską dotyczącą I rozbioru Polski.
- 1801 – Thomas Jefferson został wybrany na 3. prezydenta USA. W głosowaniu Kolegium Elektorów Jefferson i Aaron Burr uzyskali taką samą liczbę głosów i wyboru po raz pierwszy dokonała Izba Reprezentantów.
- 1807 – Henri Christophe został prezydentem Haiti.
- 1810 – Rosja zaanektowała Abchazję.
- 1814 – VI koalicja antyfrancuska: zwycięstwo wojsk francuskich nad rosyjsko-wirtemberskimi w bitwie pod Mormant.
- 1826 – Papież Leon XII zatwierdził Zgromadzenie Misjonarzy Oblatów Maryi Niepokalanej.
- 1838 – Wielki Trek: Zulusi zamordowali około 600 burskich emigrantów i zagarnęli 25 tys. sztuk bydła.
- 1843 – Zwycięstwo wojsk brytyjskich nad siłami emirów prowincji Sindh w bitwie o Miani w Indiach.
- 1854 – Proklamowano niepodległość Wolnego Państwa Orania.
- 1855 – Wojna krymska: zwycięstwo wojsk tureckich nad rosyjskimi w bitwie pod Eupatorią.
- 1859 – W Teatro Apollo w Rzymie odbyła się premiera opery Bal maskowy Giuseppe Verdiego.
- 1863 – Grupa znanych obywateli Genewy powołała Międzynarodowy Komitet Pomocy Rannym, który przekształcił się później w Międzynarodowy Komitet Czerwonego Krzyża.
- 1864 – Wojna secesyjna: na redzie portu Charleston w Karolinie Południowej okręt podwodny Konfederatów „H.L. Hunley” przeprowadził pierwszy w dziejach udany atak na okręt wroga, należący do floty Unii USS „Housatonic”. W wyniku starcia obie jednostki zatonęły.
- 1865 – Wojna secesyjna: wojska Unii pod wodzą gen. Williama Shermana zajęły opuszczoną przez Konfederatów stolicę Karoliny Południowej Columbię, która została doszczętnie spalona.
- 1867 – Pierwszy statek przepłynął przez Kanał Sueski.
- 1880 – W Pałacu Zimowym w Petersburgu Cesarz Rosji Aleksander II Romanow uniknął zamachu bombowego na swoje życie, przeprowadzonego przez udającego robotnika budowlanego członka Narodnej Woli, Stiepana Chałturina.
- 1902 – W Nowym Jorku założono stowarzyszenie fotografów piktorialistów Foto-Secesja.
- 1903 – Amerykański astronom Raymond Smith Dugan odkrył planetoidę (506) Marion.
- 1904:
  - W Limie uruchomiono pierwszą linię tramwaju elektrycznego.
  - W mediolańskiej La Scali odbyła się premiera opery Madame Butterfly Giacomo Pucciniego.
- 1913 – W budynku zbrojowni Gwardii Narodowej w Nowym Jorku rozpoczęła się wystawa dzieł najbardziej wpływowych artystów początku XX wieku.
- 1914 – Hjalmar Hammarskjöld został premierem Szwecji.
- 1925 – Została rozwiązana Chorezmijska SRR, a jej terytorium podzielone pomiędzy Uzbecką SRR, Turkmeńską SRR i Karakałpacki OA. Z kolei terytorium rozwiązanej Bucharskiej SRR włączono do Uzbeckiej SRR.
- 1933 – Ukazało się pierwsze wydanie amerykańskiej edycji tygodnika „Newsweek”.
- 1935 – W Niemczech wprowadzono 8-godzinny dzień pracy.
- 1941 – Bitwa o Atlantyk: płynący z Indii brytyjski statek towarowy SS „Gairsoppa” został zatopiony na zachód od Irlandii przez niemiecki okręt podwodny U-101, w wyniku czego zginęło 85 osób. W 2013 roku z jego wraku wydobyto 48 ton srebra.
- 1942 – Wojna na Pacyfiku: na wodach Holenderskich Indii Wschodnich japońskie lotnictwo zatopiło holenderski niszczyciel Hr.Ms. „Van Nes”, w wyniku czego zginęło 68 członków załogi.
- 1943 – Bitwa o Atlantyk: niemiecki okręt podwodny U-69 został ciężko uszkodzony brytyjskimi bombami głębinowymi, a po przymusowym wynurzeniu staranowany i zatopiony przez niszczyciel HMS „Fame”, w wyniku czego zginęło wszystkich 46 członków załogi.
- 1944 – Wojna na Pacyfiku: Amerykanie rozpoczęli atak na wyspę Truk w archipelagu Karolinów.
- 1945 – W Londynie został założony Polski Ruch Wolnościowy Niepodległość i Demokracja.
- 1947:
  - Rozgłośnia „Głos Ameryki” rozpoczęła nadawanie audycji do ZSRR.
  - W Nowym Jorku założono Międzynarodowe Stowarzyszenie Prawników (IBA).
- 1950 – 32 osoby zginęły, a co najmniej 76 zostało rannych w zderzeniu dwóch pociągów pasażerskich na Long Island w Nowym Jorku.
- 1959:
  - Samolot Vickers Viscount 793 z turecką delegacją rządową rozbił się podczas pochodzenia do lądowania na lotnisku Gatwick pod Londynem. Zginęło 14 spośród 24 osób na pokładzie, a wśród ocalonych był premier Adnan Menderes.
  - Został wystrzelony amerykański satelita Vanguard 2.
- 1960 – W Sztokholmie odbyła się prezentacja samochodu osobowego Saab 96.
- 1962 – W Hamburgu w wyniku powodzi wywołanej sztormem na Morzu Północnym zginęło ponad 300 osób.
- 1964 – W wojskowym zamachu stanu w Gabonie został obalony prezydent Léon M’ba.
- 1965 – NASA wystrzeliła sondę księżycową Ranger 8.
- 1972:
  - Giulio Andreotti został premierem Włoch.
  - Izba Gmin przyjęła protokół przystąpienia Wielkiej Brytanii do Wspólnoty Europejskiej.
  - Volkswagen Garbus wyprzedzając Forda Model T stał się najliczniej produkowanym samochodem w historii motoryzacji.
- 1974:
  - W szwedzkim Falun Jan Staszel, jako pierwszy w historii polski biegacz narciarski, zdobył medal Mistrzostw Świata, zajmując trzecie miejsce na dystansie 30 km stylem klasycznym.
  - W wyniku wybuchu paniki przed towarzyskim meczem piłkarskim Zamalek SC-Dukla Praga na Stadionie Al Zamalek w Kairze zginęło co najmniej 48 osób, a 50 odniosło obrażenia.
- 1975 – W Australii ukazał się debiutancki album zespołu AC/DC High Voltage (AU).
- 1976 – Patriarcha Etiopskiego Kościoła Ortodoksyjnego abp Theophilos został aresztowany przez komunistyczne władze.
- 1978 – W zamachu bombowym dokonanym przez IRA w restauracji hotelowej pod Belfastem zginęło 12 osób, a 30 zostało rannych.
- 1979 – Wybuchła wojna chińsko-wietnamska.
- 1980 – Leszek Cichy i Krzysztof Wielicki dokonali pierwszego zimowego wejścia na Mount Everest.
- 1982 – W wyniku wykolejenia tramwaju w Pradze zginęło 7 osób, a 48 zostało rannych.
- 1986 – Kraje członkowskie EWG podpisały w Luksemburgu Jednolity Akt Europejski.
- 1993 – W katastrofie promu pasażerskiego u wybrzeży Haiti zginęło ponad 1200 osób.
- 1996 – Została wystrzelona amerykańska sonda kosmiczna NEAR Shoemaker przeznaczona do badania planetoid.
- 1997 – Nawaz Sharif został po raz trzeci premierem Pakistanu.
- 1998 – Oddziały ormiańskie dokonały masakry 70-90 Azerów w wiosce Qaradağlı w Górskim Karabachu.
- 1999 – Trzech Kurdów zostało zastrzelonych podczas próby wtargnięcia do izraelskiego konsulatu w Berlinie w trakcie demonstracji przeciwko pojmaniu przez tureckie służby specjalne (przy pomocy izraelskiego Mosadu) lidera Partii Pracujących Kurdystanu Abdullaha Öcalana.
- 2000:
  - Microsoft wydał system operacyjny Windows 2000.
  - Kumba Ialá został prezydentem Gwinei Bissau.
  - Premiera filmu Jak ugryźć 10 milionów w reżyserii Jonathana Lynna.
- 2002 – W wyniku ataku maoistów w mieście Mangalsen w Nepalu zginęło ponad 130 osób, w większości żołnierzy i policjantów. Był to najkrwawszy atak maoistów podczas wojny domowej w tym kraju.
- 2004 – Została odkryta planetoida transneptunowa (90482) Orkus.
- 2005 – Zurab Nogaideli został premierem Gruzji.
- 2006 – W wyniku zejścia lawiny błotnej na wyspie Leyte na Filipinach zginęło około 1800 osób.
- 2008:
  - Kosowo jednostronnie ogłosiło niepodległość (od Serbii).
  - W zamachu bombowym w Kandaharze zginęło ponad 100 osób. Był to najkrwawszy od czasu rozpoczęcia interwencji wojsk NATO zamach w Afganistanie.
- 2010:
  - Justyna Kowalczyk zdobyła srebrny medal w sprincie narciarskim techniką klasyczną podczas Zimowych Igrzysk Olimpijskich w kanadyjskim Vancouver.
  - W wyniku zejścia lawiny na wieś Bagaro Serai w Pakistanie zginęły 102 osoby.
- 2011 – Arabska wiosna: w trakcie rewolucji w Libii miał miejsce tzw. „Dzień Gniewu”.
- 2012:
  - Książę Johan Friso, drugi syn byłej królowej Holandii Beatrycze, został zasypany przez lawinę w Alpach austriackich, w wyniku czego doznał urazu czaszkowo-mózgowego i zapadł w śpiączkę.
  - Prezydent Niemiec Christian Wulff ustąpił ze stanowiska z powodu zarzutów korupcyjnych. P.o. prezydenta został przewodniczący Bundesratu Horst Seehofer.
- 2013 – Ubiegający się o reelekcję Rafael Correa wygrał po raz trzeci wybory prezydenckie w Ekwadorze.
- 2014 – 23 osoby zginęły, a 66 zostało rannych w serii zamachów bombowych w Bagdadzie.
- 2016 – 30 osób zginęło, a 61 zostało rannych w zamachu bombowym w Ankarze.
- 2018 – Podczas XXIII Zimowych Igrzysk Olimpijskich w południowokoreańskim Pjongczangu Kamil Stoch obronił tytuł mistrzowski w konkursie skoków na dużej skoczni.
- 2023 – Na drodze między Oursi i Déou (Burkina Faso) w wyniki ataku dżihadystów na konwój wojskowy zginęło co najmniej 51 żołnierzy i co najmniej 160 napastników.
- 2024 – Inwazja Rosji na Ukrainę: wojska ukraińskie wycofały się z Awdijiwki.

## Urodzili się
- 625 – Wu Zetian, chińska cesarzowa (zm. 705)
- 1444 – Rudolf Agricola, holenderski pisarz nowołaciński, filolog, poeta, epistolog, tłumacz, muzyk (zm. 1485)
- 1451 – Raffaello Maffei, włoski zakonnik, humanista, teolog, historyk (zm. 1522)
- 1490 – Karol III de Bourbon-Montpensier, francuski arystokrata (zm. 1527)
- 1519 – Franciszek de Guise, francuski arystokrata (zm. 1563)
- 1524 – Charles de Guise, francuski arystokrata, duchowny katolicki, arcybiskup Reims, biskup Metz, kardynał (zm. 1574)
- 1646 – Pierre le Pesant Sieur de Boisguilbert, francuski ekonomista (zm. 1714)
- 1653 – Arcangelo Corelli, włoski kompozytor, skrzypek (zm. 1713)
- 1696 – Ernst Gottlieb Baron, niemiecki kompozytor, lutniarz (zm. 1760)
- 1699 – Georg Wenzeslaus von Knobelsdorff, niemiecki architekt, malarz (zm. 1753)
- 1704 – Józef Pułaski, polski adwokat, polityk, założyciel i marszałek konfederacji barskiej (zm. 1769)
- 1720 – Karl Josef von Auersperg, książę ziębicki (zm. 1800)
- 1723 – Tobias Mayer, niemiecki astronom, matematyk, fizyk, kartograf, wykładowca akademicki (zm. 1762)
- 1728 – Jean Aufresne-Rival, francuski aktor (zm. 1804)
- 1740 – Horace-Bénédict de Saussure, szwajcarski przyrodnik, pionier alpinizmu (zm. 1799)
- 1752 – Friedrich Maximilian Klinger, niemiecki poeta, dramaturg (zm. 1831)
- 1754 – Nicolas Baudin, francuski podróżnik, odkrywca (zm. 1803)
- 1760 – Apołłos Musin-Puszkin, rosyjski hrabia, działacz państwowy, chemik, fizyk, mineralog (zm. 1805)
- 1765 – James Ivory, szkocki matematyk, astronom (zm. 1842)
- 1774 – Raphaelle Peale, amerykański malarz (zm. 1825)
- 1776 – Georg, hrabia Münster, niemiecki arystokrata, pionier paleontologii (zm. 1844)
- 1780 – Jan Samuel Kaulfuss, niemiecko-polski filolog, pisarz pedagogiczny (zm. 1832)
- 1781:
  - Gustaw, landgraf Hesji-Homburg, generał austriacki (zm. 1848)
  - René Laennec, francuski lekarz, wynalazca stetoskopu (zm. 1826)
- 1794 – Karl Biřivoj Presl, czeski botanik, wykładowca akademicki (zm. 1852)
- 1796:
  - Frederick William Beechey, brytyjski żeglarz, odkrywca (zm. 1856)
  - Giovanni Pacini, włoski kompozytor (zm. 1867)
- 1798 – Josef Navrátil, czeski malarz (zm. 1865)
- 1803:
  - Lockroy, francuski aktor, dramaturg (zm. 1891)
  - Edgar Quinet, francuski filozof, historyk, wykładowca akademicki, polityk, mesjanista (zm. 1875)
- 1804 – Jacques-Léon Thomine-Desmazures, francuski duchowny katolicki, misjonarz, wikariusz apostolski Lhasy (zm. 1869)
- 1807:
  - William Lewis Dayton, amerykański prawnik, polityk (zm. 1864)
  - Thomas Johns Perry, amerykański prawnik, polityk (zm. 1871)
- 1808 – Karl Eduard Aeschlimann, szwajcarski architekt (zm. 1893)
- 1810 – Leoncjusz Opperman, rosyjski baron, generał major, urzędnik carski pochodzenia niemieckiego (zm. 1870)
- 1812 – Ellen Sturgis Hooper, amerykańska poetka (zm. 1848)
- 1813 – Kazimierz Lubomirski, polski kompozytor (zm. 1871)
- 1815 – Józef Faà di Bruno, włoski duchowny katolicki, generał zakonu pallotynów (zm. 1889)
- 1817 – Édouard Thilges, luksemburski polityk, premier Luksemburga (zm. 1904)
- 1819 – Philipp Jaffé, niemiecki historyk, filolog pochodzenia żydowskiego (zm. 1870)
- 1820:
  - Elzéar-Alexandre Taschereau, kanadyjski duchowny katolicki, arcybiskup Qubecu, kardynał (zm. 1898)
  - Henri Vieuxtemps, belgijski skrzypek, kompozytor (zm. 1881)
- 1821 – Lola Montez, niemiecka tancerka, aktorka, kurtyzana pochodzenia irlandzkiego (zm. 1865)
- 1823:
  - Robert Herzog, niemiecki duchowny katolicki, biskup wrocławski (zm. 1886)
  - Feliks Krzesiński, polski tancerz baletowy, choreograf, nauczyciel tańca (zm. 1905)
  - Władysław August Poniński, polski hrabia, generał w służbie włoskiej (zm. 1901)
- 1824 – William F. Smith, amerykański generał major, kartograf, inżynier (zm. 1903)
- 1827 – Rose Terry Cooke, amerykańska poetka (zm. 1892)
- 1831 – Amédée Mannheim, francuski pułkownik, matematyk (zm. 1906)
- 1834 – Julian Bończa-Tomaszewski, polski malarz (zm. 1920)
- 1836 – Franz Hipler, niemiecki duchowny i teolog katolicki, historyk, tłumacz, wykładowca akademicki (zm. 1898)
- 1837:
  - Pierre Auguste Cot, francuski malarz (zm. 1883)
  - Francis Herron, amerykański generał (zm. 1902)
  - Konstanty Jelski, polski zoolog, podróżnik (zm. 1896)
- 1838:
  - Friedrich Konrad Beilstein, rosyjski chemik, wykładowca akademicki pochodzenia niemieckiego (zm. 1906)
  - Roman Fircowski, polski farmaceuta, filantrop (zm. 1868)
- 1840 – Émile Nouguier, francuski inżynier, architekt (zm. 1898)
- 1845:
  - Antonia Maria, infantka portugalska (zm. 1913)
  - Charles Bricka, francuski inżynier, wykładowca akademicki, urzędnik państwowy (zm. 1899)
  - Charles McBurney, amerykański chirurg (zm. 1913)
- 1846 – Józef Krzepela, polski prawnik, heraldyk, genealog (zm. 1935)
- 1847 – Otto Blehr, norweski polityk, premier Norwegii (zm. 1927)
- 1848:
  - Albert Gustaf Dahlman, szwedzki kat państwowy (zm. 1920)
  - Louisa Lawson, australijska poetka, publicystka, sufrażystka (zm. 1920)
- 1849 – Joseph Favre, szwajcarski szef kuchni (zm. 1903)
- 1850 – Georg Theodor August Gaffky, niemiecki bakteriolog (zm. 1918)
- 1852 – Roman Meissner, polski pedagog, działacz narodowy (zm. 1940)
- 1853 – Jaroslav Vrchlický, czeski poeta, dramaturg, krytyk, eseista, tłumacz (zm. 1912)
- 1855:
  - Władysław Ekielski, polski architekt, przedsiębiorca budowlany, wydawca (zm. 1927)
  - Otto Liman von Sanders, niemiecki generał (zm. 1929)
  - Julian Zubczewski, polski nauczyciel, działacz oświatowy (zm. 1894)
- 1856 – J.-H. Rosny (starszy), francuski pisarz science fiction pochodzenia belgijskiego (zm. 1940)
- 1857:
  - Petyr Danczow, bułgarski prawnik, adwokat, polityk (zm. 1913)
  - Józef Drozd, polski duchowny i teolog katolicki, katecheta, działacz społeczny (zm. 1923)
  - Joseph Pfluger, austriacki duchowny katolicki, biskup pomocniczy wiedeński (zm. 1929)
- 1858 – Julian Jan Fischer-Drauenegg, polski pułkownik kawalerii (zm. 1924)
- 1859:
  - Howard Blackburn, amerykański rybak, przedsiębiorca, żeglarz pochodzenia kanadyjskiego (zm. 1932)
  - George Bulyea, kanadyjski polityk (zm. 1928)
- 1860:
  - Wiktor Dręgiewicz, polski inspektor policji, działacz społeczny (zm. 1922)
  - Tom Seeberg, norweski strzelec sportowy (zm. 1938)
- 1861:
  - Helena Fryderyka Augusta, księżniczka Waldeck-Pyrmont, księżna Albany (zm. 1922)
  - Antoni Szymański, polski kapitan Legionów Polskich, aktor, reżyser teatralny (zm. 1924)
- 1862:
  - Ōgai Mori, japoński lekarz, chirurg wojskowy, prozaik, poeta, tłumacz, wykładowca akademicki (zm. 1922)
  - Zygmunt Rymkiewicz, polski generał major armii rosyjskiej, nadkomisarz policji (zm. 1934)
  - Eugen Schmidt, duński lekkoatleta, strzelec sportowy, przeciągacz liny (zm. 1931)
- 1864:
  - Jozef Murgaš, słowacki duchowny katolicki, wynalazca (zm. 1929)
  - Banjo Paterson, australijski dziennikarz, pieśniarz, poeta (zm. 1941)
- 1865:
  - Silvije Strahimir Kranjčević, chorwacki poeta (zm. 1908)
  - Ernst Troeltsch, niemiecki teolog ewangelicki, filozof, socjolog, polityk, wykładowca akademicki (zm. 1923)
- 1866 – Włodzimierz Czerkawski, polski ekonomista, statystyk, wykładowca akademicki (zm. 1913)
- 1868:
  - Pavel Huyn, czeski duchowny katolicki, arcybiskup metropolita praski i prymas Czech pochodzenia niemieckiego (zm. 1946)
  - Heinrich Kionka, niemiecki lekarz, farmakolog, wykładowca akademicki (zm. 1941)
- 1869:
  - Gago Coutinho, portugalski oficer marynarki, pionier lotnictwa, historyk (zm. 1959)
  - Kazimierz Rzeszódko, polski duchowny katolicki, polityk (zm. 1937)
  - Maciej Sieniatycki, polski duchowny katolicki, teolog, wykładowca akademicki (zm. 1949)
  - Zdzisław Załuski, polski tytularny generał brygady (zm. 1944)
- 1871:
  - Jovan Dučić, serbski poeta, prozaik, dyplomata (zm. 1943)
  - Ludwik Urstein, polski pianista, akompaniator, kameralista, pedagog pochodzenia żydowskiego (zm. 1939)
- 1872:
  - Aleksander Januszkiewicz, polski profesor nauk medycznych (zm. 1955)
  - Jan Preisler, czeski malarz, ilustrator (zm. 1918)
- 1873:
  - Henryk Przeździecki, polski duchowny katolicki, biskup siedlecki (zm. 1939)
  - Stanisław Szczepański, polski farmaceuta, działacz ludowy, polityk, poseł na Sejm RP (zm. 1944)
- 1874 – Aleksandr Hatisian, ormiański lekarz, polityk premier Demokratycznej Republiki Armenii, emigracyjny działacz narodowy, pisarz, publicysta, tłumacz (zm. 1945)
- 1875 – Luisa, księżniczka duńska (zm. 1906)
- 1876 – Jean Margraff, francuski szablista (zm. 1959)
- 1877:
  - Adelaide Ametis, włoska malarka (zm. 1949)
  - Isabelle Eberhardt, szwajcarska podróżniczka, pisarka pochodzenia rosyjskiego (zm. 1904)
  - André Maginot, francuski sierżant, polityk (zm. 1932)
- 1878 – Léon Werth, francuski dziennikarz, krytyk sztuki, pisarz pochodzenia żydowskiego (zm. 1955)
- 1879:
  - Konstanty Jakimowicz, polski architekt, wykładowca akademicki (zm. 1960)
  - Marian Wieleżyński, polski inżynier chemik, przedsiębiorca (zm. 1945)
- 1880 – Piotr Niedurny, polski działacz niepodległościowy (zm. 1920)
- 1881:
  - Moritz Hochschild, niemiecki przedsiębiorca pochodzenia żydowskiego (zm. 1965)
  - Rudolf Kinder, litewski samorządowiec, polityk pochodzenia niemieckiego (zm. 1944)
- 1882:
  - William Philo, brytyjski bokser, żołnierz (zm. 1916)
  - Diedrich Suhr, niemiecki architekt (zm. 1940)
  - Władysław Ścibor-Rylski, polski pułkownik piechoty (zm. 1922)
- 1883 – Kazimierz Tomczak, polski duchowny katolicki, biskup pomocniczy łódzki (zm. 1967)
- 1884:
  - Reinier Beeuwkes, holenderski piłkarz, bramkarz (zm. 1963)
  - Bronisław Możejko, polski zoolog (zm. 1914)
  - Maria Beatriz del Rosario Arroyo, filipińska zakonnica, Służebnica Boża (zm. 1957)
- 1885:
  - Romano Guardini, niemiecki duchowny katolicki, teolog, filozof religii, liturgista, Sługa Boży pochodzenia włoskiego (zm. 1968)
  - Gabriela Mazurowa, polska entomolog (zm. 1953)
- 1886:
  - Ferdynand González Añón, hiszpański duchowny katolicki, męczennik, błogosławiony (zm. 1936)
  - Natalia Steinowa, polska działaczka niepodległościowa, feministka (zm. 1964)
- 1887:
  - Joseph Bech, luksemburski polityk, premier Luksemburga (zm. 1975)
  - Leevi Madetoja, fiński kompozytor (zm. 1947)
- 1888:
  - Ronald Knox, brytyjski duchowny katolicki, teolog, pisarz (zm. 1957)
  - Wojciech Kułakowski, polski podporucznik piechoty (zm. 1918)
  - Otto Stern, niemiecki fizyk, wykładowca akademicki, laureat Nagrody Nobla pochodzenia żydowskiego (zm. 1969)
- 1889 – Józef Gieburowski, polski prawnik, urzędnik konsularny (zm. 1971)
- 1890:
  - Gustave Buchard, francuski szpadzista (zm. 1977)
  - Ronald Fisher, brytyjski statystyk, genetyk, wykładowca akademicki (zm. 1962)
  - Sol Lesser, amerykański producent filmowy (zm. 1980)
- 1891:
  - Georg Britting, niemiecki prozaik, poeta (zm. 1964)
  - Edmond Ryan, nowozelandzki rugbysta (zm. 1965)
- 1893:
  - Dieter Collin, niemiecki pilot wojskowy, as myśliwski (zm. 1918)
  - Nicefor od Jezusa i Marii Díez Tejerina, hiszpański pasjonista, męczennik, błogosławiony (zm. 1936)
- 1895 – Ștefan Bârsănescu, rumuński pedagog (zm. 1984)
- 1896:
  - George D. Gangas, amerykański działacz religijny, członek Ciała Kierowniczego Świadków Jehowy pochodzenia greckiego (zm. 1994)
  - Helena Sakowiczówna, polska instruktorka harcerska (zm. 1973)
- 1897 – Helena Stuchłowa, polska okulistka (zm. 1955)
- 1898:
  - Eero Berg, fiński lekkoatleta, długodystansowiec (zm. 1969)
  - Ignacy Posadzy, polski duchowny katolicki, Sługa Boży (zm. 1984)
- 1899:
  - Zygmunt Chruściński, polski piłkarz, trener (zm. 1952)
  - Zaccaria Negroni, włoski polityk, Sługa Boży (zm. 1980)
  - Ludmiła Siemionowa, radziecka aktorka (zm. 1990)
- 1900:
  - Ksawery Błasiak, polski żołnierz AK i KWP (zm. 1947)
  - Fiodor Judin, polski duchowny prawosławny (zm. 1974)
- 1901:
  - Konstanty Grzybowski, polski prawnik, historyk prawa i idei, wykładowca akademicki (zm. 1970)
  - Helmuth Kahl, niemiecki pięcioboista nowoczesny (zm. 1974)
  - Helena Sieradzka, polska nauczycielka, żołnierz AK (zm. 1998)
  - Nikołaj Simoniak, radziecki generał porucznik (zm. 1956)
- 1902 – Charles Oser, szwajcarski polityk, kanclerz federalny (zm. 1994)
- 1903:
  - Kenne Duncan, kanadyjski aktor (zm. 1972)
  - Sadegh Hedajat, irański pisarz (zm. 1951)
- 1904:
  - Czesław Bobrowski, polski ekonomista (zm. 1996)
  - Józef Chałasiński, polski socjolog (zm. 1979)
- 1906 – Galo Plaza Lasso, ekwadorski posiadacz ziemski, dyplomata, polityk, prezydent Ekwadoru (zm. 1987)
- 1907:
  - Janusz Maria Brzeski, polski fotograf, grafik, ilustrator, filmowiec (zm. 1957)
  - Gerhard Hirschfelder, niemiecki duchowny katolicki, przeciwnik i ofiara nazizmu, błogosławiony (zm. 1942)
  - Dmitrij Kiedrin, rosyjski poeta (zm. 1945)
  - Marjorie Lawrence, australijska śpiewaczka operowa (sopran) (zm. 1979)
- 1908:
  - Bo Yibo, chiński polityk (zm. 2007)
  - Jacobus van Egmond, holenderski kolarz torowy (zm. 1969)
  - Stefan Ignar, polski ekonomista, działacz ruchu ludowego (zm. 1992)
  - Stanisław Mioduszewski, polski pisarz, reportażysta, marynarz (zm. 1991)
  - Théodore Nouwens, belgijski piłkarz (zm. 1974)
- 1909:
  - Jelena Kuźmina, rosyjska aktorka (zm. 1979)
  - Jef Scherens, belgijski kolarz szosowy i torowy (zm. 1986)
  - Tang Junyi, chiński filozof, wykładowca akademicki (zm. 1978)
- 1910:
  - Dallas Bixler, amerykański gimnastyk (zm. 1990)
  - Tadeusz Czerwiński, polski kapitan pilot (zm. 1942)
  - Cecylia Eusepi, włoska tercjarka, błogosławiona (zm. 1928)
  - Gerd Hornberger, niemiecki lekkoatleta, sprinter (zm. 1988)
  - Chwiedar Iljaszewicz, białoruski poeta, dziennikarz, historyk (zm. 1947)
- 1912:
  - Nihat Erim, turecki prawnik, polityk, premier Turcji (zm. 1980)
  - Andre Norton, amerykańska pisarka (zm. 2005)
- 1913:
  - Louis Bouyer, francuski duchowny i teolog katolicki (zm. 2004)
  - René Leibowitz, francuski dyrygent, kompozytor pochodzenia żydowskiego (zm. 1972)
- 1914 – Arthur Kennedy, amerykański aktor (zm. 1990)
- 1916:
  - Vivian McGrath, australijski tenisista (zm. 1978)
  - Kazimierz Sporny, polski kapitan pilot, as myśliwski (zm. 1949)
  - Raf Vallone, włoski piłkarz, aktor (zm. 2002)
- 1918 – Wołodymyr Szczerbycki, ukraiński i radziecki polityk (zm. 1990)
- 1919:
  - Kathleen Freeman, amerykańska aktorka (zm. 2001)
  - Joe Hunt, amerykański tenisista (zm. 1945)
- 1920:
  - Ivo Caprino, norweski reżyser filmów animowanych (zm. 2001)
  - Trevor Dudley Smith, brytyjski pisarz (zm. 1995)
  - Rita Marko, albańska polityk komunistyczna (zm. 2018)
- 1921:
  - Władysław Kowalski, polski krajoznawca (zm. 1993)
  - Irena Szymańska-Matuszewska, polska tłumaczka, pisarka, wydawczyni (zm. 1999)
- 1922:
  - Wacław Odyniec, polski historyk, wykładowca akademicki (zm. 1999)
  - Oscar Plattner, szwajcarski kolarz torowy i szosowy (zm. 2002)
- 1923:
  - Buddy DeFranco, amerykański klarnecista jazzowy (zm. 2014)
  - Hwang Jang Yŏp, północnokoreański dygnitarz (zm. 2010)
  - Kihachi Okamoto, japoński reżyser filmowy (zm. 2005)
- 1924:
  - Władysław Jackiewicz, polski malarz (zm. 2016)
  - Irena Popławska, polska historyk sztuki i architektury, wykładowczyni akademicka (zm. 1995)
  - Ferdinando Terruzzi, włoski kolarz torowy i szosowy (zm. 2014)
  - Margaret Truman, amerykańska pisarka (zm. 2008)
  - Gework Wartanian, radziecki agent wywiadu (zm. 2012)
- 1925:
  - Ali Bunsch, polski scenograf, reżyser teatralny, dyrektor teatrów (zm. 1985)
  - Tadeusz Glimas, polski piłkarz (zm. 1969)
  - Hal Holbrook, amerykański aktor (zm. 2021)
  - Stanisław Kostka, polski nauczyciel, polityk, senator RP (zm. 2003)
  - Kenneth Wiesner, amerykański lekkoatleta, skoczek wzwyż (zm. 2019)
- 1926:
  - Friedrich Cerha, austriacki dyrygent, kompozytor (zm. 2023)
  - John Meyendorff, amerykański duchowny i teolog prawosławny (zm. 1992)
- 1927:
  - Juan Almeida Bosque, kubański polityk, wiceprezydent (zm. 2009)
  - Andrzej Pinno, polski architekt (zm. 2006)
- 1928:
  - Maria Jaczynowska, polska historyk (zm. 2008)
  - Tom Jones, amerykański pisarz, scenarzysta, autor tekstów i spektakli teatralnych (zm. 2023)
  - Jerzy Majkowski, polski działacz konspiracji w czasie II wojny światowej, uczestnik powstania warszawskiego (zm. 2019)
- 1929:
  - Alejandro Jodorowsky, chilijski aktor, reżyser filmowy i teatralny, pisarz, autor komiksów pochodzenia żydowskiego
  - Helena Kurnatowska, polska polityk, poseł na Sejm PRL (zm. 2005)
  - Chaim Potok, amerykański pisarz, rabin (zm. 2002)
  - Nicholas Ridley, brytyjski arystokrata, polityk (zm. 1993)
  - Patricia Routledge, brytyjska aktorka, piosenkarka
  - Eugeniusz Sąsiadek, polski śpiewak operowy (tenor) (zm. 2022)
- 1930:
  - Ruth Rendell, brytyjska pisarka (zm. 2015)
  - Czesław Strumiłło, polski chemik, wykładowca akademicki (zm. 2018)
- 1931:
  - Zdzisław Barszczewski, polski generał brygady, inżynier
  - Jiřina Jirásková, czeska aktorka (zm. 2013)
  - Ludwik Natkaniec, polski pilot doświadczalny (zm. 1999)
- 1932:
  - Józef Cecuła, polski lekkoatleta, skoczek wzwyż (zm. 2019)
  - Henryk Łasak, polski kolarz szosowy i przełajowy, trener (zm. 1973)
- 1933:
  - Romana Próchnicka, polska aktorka, reżyserka teatralna (zm. 2020)
  - Craig L. Thomas, amerykański polityk, senator (zm. 2007)
- 1934:
  - Alan Bates, brytyjski aktor (zm. 2003)
  - Aleksandra Cichoń, polska geolog (zm. 2007)
  - Salvador Flores Huerta, meksykański duchowny katolicki, biskup Ciudad Lázaro Cárdenas (zm. 2018)
  - Barry Humphries, australijski aktor (zm. 2023)
- 1935:
  - Johnny Bush, amerykański piosenkarz i perkusista country, autor tekstów (zm. 2020)
  - Adam Pleśnar, polski działacz opozycji antykomunistycznej, esperantysta (zm. 2013)
  - Alenka Rančić, serbska aktorka (zm. 2005)
- 1936:
  - Jim Brown, amerykański futbolista, aktor (zm. 2023)
  - Antonio Domenicali, włoski kolarz szosowy i torowy (zm. 2002)
  - Roman Laskowski, polski językoznawca, polonista i slawista, działacz opozycji antykomunistycznej (zm. 2014)
  - Lech Litwora, polski inżynier rolnictwa, samorządowiec, prezydent Wodzisławia Śląskiego (zm. 2022)
  - Tadeusz Madeja, polski aktor (zm. 2016)
- 1937:
  - Bolesław Faron, polski historyk literatury, polityk, minister oświaty i wychowania
  - Antoni Gulij, polski polityk, poseł na Sejm PRL (zm. 2009)
  - Wanda Koczeska, polska aktorka (zm. 2008)
  - Willi Koslowski, niemiecki piłkarz (zm. 2024)
  - Andrzej Kołodyński, polski filmoznawca
  - Glen Mervyn, kanadyjski wioślarz (zm. 2000)
  - Rita Süssmuth, niemiecka polityk
- 1938:
  - Péter Bakonyi, węgierski szablista
  - Jan Chodkowski, polski rolnik, polityk, senator RP
  - Émile Lejeune, belgijski piłkarz (zm. 2024)
  - Jerzy Mruk, polski hokeista, trener
  - Antoneta Papapavli, albańska aktorka (zm. 2013)
- 1939:
  - Jan Suchowacki, polski ekonomista, samorządowiec, polityk
  - Božena Valužienė, litewska chemik, polityk
- 1940:
  - Bernard Burczyk, polski piłkarz, trener
  - Vicente Fernández, meksykański piosenkarz, aktor, producent filmowy (zm. 2021)
  - Willi Holdorf, niemiecki lekkoatleta, wieloboista (zm. 2020)
  - Petr Kalaš, czeski inżynier, konsultant, polityk
  - Andrzej Kotkowski, polski reżyser i scenarzysta filmowy (zm. 2016)
  - Christopher Newman, amerykański inżynier dźwięku (zm. 2025)
  - Wasyl Salkow, ukraiński piłkarz, trener
  - Zenon Sarbak, polski chemik, wykładowca akademicki (zm. 2019)
  - Władysław Wałęga, polski malarz
- 1941:
  - Alexandre Baptista, portugalski piłkarz (zm. 2024)
  - Heidi Biebl, niemiecka narciarka alpejska (zm. 2022)
  - Gisèle Charzat, francuska polityk, eurodeputowana
  - Allan Macartney, brytyjski politolog, wykładowca akademicki, polityk, eurodeputowany (zm. 1998)
  - Nojim Maiyegun, nigeryjski bokser (zm. 2024)
  - Julia McKenzie, brytyjska aktorka
  - Gene Pitney, amerykański piosenkarz, kompozytor (zm. 2006)
  - Stanisław Sorokin, rosyjski bokser (zm. 1991)
- 1942:
  - Enrico Ferri, włoski prawnik, polityk, minister pracy, eurodeputowany (zm. 2020)
  - Jana Gýrová, czeska aktorka
  - Dieter Laser, niemiecki aktor (zm. 2020)
  - Huey P. Newton, amerykański działacz społeczny (zm. 1989)
  - Paul Polansky, amerykański historyk, pisarz, działacz na rzecz praw Romów (zm. 2021)
  - Bogdan Walczak, polski językoznawca, polonista, slawista (zm. 2022)
- 1943:
  - Ole Højlund Pedersen, duński kolarz szosowy
  - Andrzej Rybczyński, polski fotoreporter, fotografik (zm. 2021)
- 1944:
  - Karl Jenkins, brytyjski muzyk, kompozytor
  - Ludwik Turko, polski fizyk, polityk, poseł na Sejm RP
  - Tadeusz Wójcik, polski związkowiec, polityk, poseł na Sejm RP
  - Neil Young, angielski piłkarz (zm. 2011)
- 1945:
  - Tadeusz Cuch, polski lekkoatleta, sprinter
  - Kazimierz Czaplicki, polski prawnik, szef Krajowego Biura Wyborczego (zm. 2018)
  - Brenda Fricker, irlandzka aktorka
- 1946:
  - André Dussollier, francuski aktor
  - Maciej Englert, polski aktor, reżyser teatralny
  - Shahrnush Parsipur, irańska pisarka
  - Longin (Tałypin), rosyjski duchowny prawosławny, biskup kliński (zm. 2014)
  - Valdomiro, brazylijski piłkarz
- 1947:
  - Niko Kanxheri, albański aktor, reżyser filmowy
  - Jerzy Różański, polski grafik
- 1948:
  - György Cserhalmi, węgierski aktor
  - Janusz Gmitruk, polski historyk, muzealnik, nauczyciel akademicki
  - José José, meksykański piosenkarz, aktor (zm. 2019)
- 1949:
  - Mahbubey Alam, banglijski prawnik, prokurator generalny (zm. 2020)
  - Fred Frith, brytyjski muzyk, członek zespołu Henry Cow
- 1950:
  - Alberto Blanco, kubański sztangista
  - Miloš Fišera, czeski kolarz przełajowy i szosowy
  - Wacław Juszczyszyn, polski gitarzysta, wokalista, kompozytor, członek zespołów: Wolna Grupa Bukowina i Nasza Basia Kochana
  - Hans-Otto Schumacher, niemiecki kajakarz górski (zm. 2024)
  - Albertas Šimėnas, litewski matematyk, ekonomista, polityk, premier Litwy
  - Rod Smallwood, brytyjski menedżer muzyczny
- 1951:
  - Katia Bellillo, włoska polityk
  - Roland Collombin, szwajcarski narciarz alpejski
  - Elżbieta Karolak, polska organistka, pedagog
  - Ion Păun, rumuński zapaśnik
  - Barzan Ibrahim at-Tikriti, iracki polityk (zm. 2007)
  - Małgorzata Witko, polska chemik, wykładowczyni akademicka
- 1952:
  - Józef Bergier, polski teoretyk sportu, samorządowiec, polityk, poseł na Sejm i senator RP (zm. 2019)
  - Karin Büttner-Janz, niemiecka gimnastyczka
  - Randy Forbes, amerykański polityk
  - Andrzej Gałła, polski aktor, reżyser teatralny
  - Bronisław Opałko, polski artysta kabaretowy, aktor, kompozytor, autor tekstów (zm. 2018)
  - Armando Antonio Ortiz Aguirre, meksykański duchowny katolicki, biskup Ciudad Lázaro Cárdenas
  - Reinaldo del Prette Lissot, wenezuelski duchowny katolicki, biskup Maracay, arcybiskup Valencii (zm. 2022)
  - Jolanta Szadkowska, polska lekkoatletka, wieloboistka
- 1953:
  - Pertti Karppinen, fiński wioślarz
  - Steve Millen, nowozelandzki kierowca wyścigowy
  - Annie Schreijer-Pierik, holenderska polityk, eurodeputowana
  - Alain Claude Sulzer, szwajcarski pisarz, tłumacz, dziennikarz
  - Włodzimierz Wasiński, polski związkowiec, polityk, poseł na Sejm RP
- 1954:
  - Łazar Christow, bułgarski kajakarz
  - Natalja Butuzowa, radziecka łuczniczka
  - Károly Eperjes, węgierski aktor
  - Marek Gałązka, polski muzyk, pieśniarz, reżyser, autor tekstów piosenek, animator kultury
  - Stanisław Głuszek, polski chirurg, profesor nauk medycznych
  - Raúl Gómez González, meksykański duchowny katolicki, biskup Tenancingo, arcybiskup metropolita Toluki
  - Brian Houston, australijski pastor zielonoświątkowy pochodzenia nowozelandzkiego
  - Maria Astryda, księżniczka luksemburska, arcyksiężna austriacka
  - Jean Ogassapian, libański major, polityk
  - Andrzej Olejniczak, polski saksofonista jazzowy, kompozytor, pedagog
  - Kalvakuntla Chandrashekhar Rao, hinduski polityk
  - Rene Russo, amerykańska aktorka
  - Yūji Takada, japoński zapaśnik
  - Helene Tursten, szwedzka pisarka
- 1955:
  - Francesco Cavina, włoski duchowny katolicki, biskup Carpi
  - Tom Dodd-Noble, brytyjski kierowca wyścigowy
  - Viktors Hatuļevs, łotewski hokeista (zm. 1994)
  - Skënder Hyseni, kosowski polityk
  - Mo Yan, chiński pisarz, laureat Nagrody Nobla
  - Petyr Petrow, bułgarski lekkoatleta, sprinter
  - Marcelo Trobbiani, argentyński piłkarz
  - Konrad Winkler, niemiecki kombinator norweski
- 1956:
  - Norberto do Amaral, wschodniotimorski duchowny katolicki, biskup Maliany
  - Nina Høiberg, duńska szachistka
  - Zygmunt Januszewski, polski grafik, rysownik, ilustrator (zm. 2013)
  - Tadeusz Narożny, polski lekkoatleta, skoczek w dal
  - Malcolm Wilson, brytyjski kierowca rajdowy
- 1957:
  - Marek Beylin, polski dziennikarz, publicysta
  - Małgorzata Bugajska, polska florecistka
  - Stanisław Butlak, polski generał brygady
  - Andrzej Stanisław Kowalczyk, polski historyk literatury, eseista, edytor, wykładowca akademicki
  - Arkadiusz Klimas, polski piłkarz
  - Dhori Kule, albański ekonomista, wykładowca akademicki
  - Loreena McKennitt, kanadyjska piosenkarka
  - Laura Puppato, włoska działaczka samorządowa, polityk
  - Nicu Stoian, rumuński siatkarz
- 1958:
  - Josefa Andrés Barea, hiszpańska pielęgniarka, działaczka związkowa, polityk
  - Serhij Bałtacza, ukraiński piłkarz, trener
  - Teodor (Hajun), ukraiński biskup prawosławny
  - Szalwa Natelaszwili, gruziński polityk
- 1959:
  - Arje Deri, izraelski polityk
  - Rowdy Gaines, amerykański pływak
  - Stephen Kotkin, amerykański historyk, sowietolog
- 1960:
  - Włodzimierz Bernacki, polski politolog, profesor nauk humanistycznych, polityk, poseł na Sejm i senator RP
  - Małgorzata Birbach, polska lekkoatletka, biegaczka długodystansowa
  - Grzegorz Dolniak, polski ekonomista, polityk, poseł na Sejm RP (zm. 2010)
  - Ihor Hamuła, ukraiński piłkarz, trener (zm. 2021)
  - Piotr Mazurkiewicz, polski prezbiter katolicki
  - Pierre-Yves Michel, francuski duchowny katolicki, biskup Valence
  - Mieczysław Sawaryn, polski samorządowiec, burmistrz Gryfina
  - Andrzej Ziemiański, polski pisarz science fiction
- 1961:
  - Ariane Ehrat, szwajcarska narciarka alpejska
  - Nicolas Forissier, francuski samorządowiec, polityk
  - Andriej Korotajew, rosyjski antropolog, socjolog, orientalista, historyk, wykładowca akademicki
  - Joëlle Milquet, belgijska i walońska polityk
  - Rudy Rogiers, belgijski kolarz szosowy
  - Witold Sobków, polski polityk, dyplomata
- 1962:
  - Samuel Bayer, amerykański reżyser filmowy, twórca teledysków
  - Serge Brammertz, belgijski prawnik
  - Jane Collins, brytyjska polityk, eurodeputowana
  - Alison Hargreaves, brytyjska alpinistka, himalaistka (zm. 1995)
  - Henny Meijer, holenderski piłkarz pochodzenia surinamskiego
  - Lou Diamond Phillips, amerykański aktor
- 1963:
  - Bára Basiková, czeska piosenkarka, aktorka
  - Janusz Chabior, polski aktor
  - Guido De Luigi, włoski siatkarz
  - Haki Demolli, kosowski prawnik, kryminolog, polityk
  - Jen-Hsun Huang, tajwański przedsiębiorca, miliarder
  - Michael Jordan, amerykański koszykarz
  - Wiktor Kibenok, ukraiński strażak (zm. 1986)
  - Larry the Cable Guy, amerykański aktor komediowy i głosowy
  - Bernard McNally, północnoirlandzki piłkarz, trener
  - Dmytro Monakow, ukraiński strzelec sportowy (zm. 2007)
  - Josué Ngouonimba, kongijski polityk
  - Małgorzata Walczak, polska producentka filmowa i telewizyjna, scenarzystka
  - Bruno Essoh Yedoh, iworyjski duchowny katolicki, biskup Bondoukou
- 1964:
  - Sirodżidin Aslow, tadżycki dyplomata, polityk
  - Dariusz Dąbski, polski przedsiębiorca
  - Alejandra Hoyos, kolumbijska strzelczyni sportowa
  - Jim Jordan, amerykański polityk, kongresman
  - Thierry Laurey, francuski piłkarz, trener
  - Ingrid Wolff, holenderska hokeistka na trawie
- 1965:
  - Michael Bay, amerykański reżyser i producent filmowy
  - John Bonnici, amerykański duchowny katolicki, biskup pomocniczy Nowego Jorku pochodzenia włoskiego
  - Jonathan Breck, amerykański aktor
  - Mitsuru Fukikoshi, japoński aktor
  - Marek Gędek, polski medioznawca, historyk, dziennikarz, poeta (zm. 2018)
  - Leonardo Pieraccioni, włoski aktor, reżyser filmowy
  - Nazim Süleymanov, azerski piłkarz, trener
- 1966:
  - Janis Kalidzakis, grecki piłkarz
  - Peter Karlsson, szwedzki hokeista (zm. 1995)
  - Michael LePond, amerykański basista, członek zespołów: Symphony X i Dead on Arrival
  - Denez Prigent, bretoński pieśniarz
  - Quorthon, szwedzki muzyk, multiinstrumentalista, kompozytor, wokalista, lider zespołu Bathory (zm. 2004)
  - Luc Robitaille, kanadyjski hokeista, działacz hokejowy
  - Atle Skårdal, norweski narciarz alpejski
- 1967:
  - Joe Greene, amerykański lekkoatleta, skoczek w dal
  - Monika Kobędza, polska lekkoatletka, skoczkini w dal i trójskoczkini
  - Dariusz Łowicki, polski żużlowiec
  - Roberto Sighel, włoski łyżwiarz szybki
- 1968:
  - Ellen Buchleitner, niemiecka lekkoatletka, biegaczka średniodystansowa
  - Marcin Jędrzejewski, polski aktor
  - Lidija Karamczakowa, tadżycka i rosyjska zapaśniczka
  - Marco Marsilio, włoski polityk, prezydent Abruzji
  - Dave Palumbo, amerykański kulturysta
  - Giuseppe Signori, włoski piłkarz
  - Wu’er Kaixi, chiński dysydent pochodzenia ujgurskiego
- 1969:
  - David Douillet, francuski judoka, polityk
  - Tuesday Knight, amerykańska aktorka
  - Wasilij Kudinow, rosyjski piłkarz ręczny (zm. 2017)
  - Răzvan Lucescu, rumuński piłkarz, bramkarz, trener
  - Marek Marczak, polski duchowny katolicki, biskup pomocniczy łódzki
  - Marzena Wysocka, polska lekkoatletka, dyskobolka
- 1970:
  - Thomas Frischknecht, szwajcarski kolarz górski, przełajowy i szosowy
  - Tommy Moe, amerykański narciarz alpejski
  - Dominic Purcell, australijski aktor
  - Wojciech Socha, polski aktor
- 1971:
  - Maurizio Castellano, włoski siatkarz
  - Cynthia Cleese, brytyjska aktorka
  - Carlos Gamarra, paragwajski piłkarz
  - Ilija Ivić, serbski piłkarz
  - Clinton Larsen, południowoafrykański piłkarz, trener pochodzenia duńskiego
  - Arnaud Petit, francuski wspinacz sportowy
  - Denise Richards, amerykańska aktorka, modelka
  - Wasil Spasow, bułgarski szachista
  - Artur Szrejter, polski pisarz fantasy, publicysta, redaktor, tłumacz
  - Magdalena Woźniak, polska aktorka
  - Siergiej Zwiagin, rosyjski hokeista, bramkarz, trener
- 1972:
  - Billie Joe Armstrong, amerykański wokalista, gitarzysta, członek zespołu Green Day
  - Lloy Ball, amerykański siatkarz
  - Philippe Candeloro, francuski łyżwiarz figurowy
  - Andriej Czemierkin, rosyjski sztangista
  - Taylor Hawkins, amerykański perkusista, członek zespołu Foo Fighters (zm. 2022)
  - Kęstutis Kėvalas, litewski duchowny katolicki, arcybiskup metropolita kowieński
  - Cezary Kucharski, polski piłkarz, menedżer piłkarski, polityk, poseł na Sejm RP
  - Lars-Göran Petrov, szwedzki perkusista i wokalista metalowy, członek zespołu Entombed (zm. 2021)
  - Nani Roma, hiszpański motocyklista i kierowca rajdowy
- 1973:
  - Claudette Abela Baldacchino, maltańska działaczka samorządowa, polityk, eurodeputowana
  - Drew Barry, amerykański koszykarz
  - Goran Bunjevčević, serbski piłkarz (zm. 2018)
  - Alexander Grau, niemiecki kierowca wyścigowy
  - Liesbeth Homans, belgijska i flamandzka polityk
  - Paweł Kacprowski, polski żeglarz sportowy
  - Stefan Kretzschmar, niemiecki piłkarz ręczny
  - Torbjörn Samuelsson, szwedzki strongman, armwrestler
  - Marek Švec, czeski zapaśnik
  - Michał Szafrański, polski dziennikarz, bloger
  - Hayley Tullett, brytyjska lekkoatletka, biegaczka długodystansowa
  - Siergiej Zebald, rosyjski kulturysta
- 1974:
  - Miguel Alzamora, hiszpański kolarz torowy
  - Andrzej Bielawski, polski samorządowiec, starosta wschowski
  - Al-Muhtadee Billah, brunejski książę koronny
  - Jarosław Choma, ukraiński piłkarz
  - Trevor Lawrence, amerykański perkusista
  - Edvin Marton, węgierski kompozytor, skrzypek
  - Jerry O’Connell, amerykański aktor
  - Soïzic Pallancher, francuska judoczka
  - Bożena Stachura, polska aktorka
  - Jan Woś, polski piłkarz
- 1975:
  - David Goggins, amerykański żołnierz US Navy SEALs, ultramaratończyk, triathlonista, filantrop
  - Marcin Gajko, polski realizator dźwięku, producent muzyczny, gitarzysta
  - Julian Golding, brytyjski lekkoatleta, sprinter
  - Anita Jancia, polska aktorka
  - Michiko Kichise, japońska aktorka, modelka
  - Václav Prospal, czeski hokeista
  - Konstantin Schneider, niemiecki zapaśnik
- 1976:
  - Kelly Carlson, amerykańska aktorka, modelka
  - William Roussel, francuski muzyk metalowy, gitarzysta, wokalista, autor tekstów, członek zespołów: Malicious Secrets, Gestapo 666 i Hell Militia
  - Almira Skripczenko, mołdawska szachistka
  - Dow Zifroni, izraelski szachista
- 1977:
  - Erin Cardillo, amerykańska aktorka
  - Siniša Dobrašinović, cypryjski piłkarz pochodzenia czarnogórskiego
  - Joanna Mirek, polska siatkarka
  - Leire Olaberria, hiszpańska kolarka torowa
  - Brandy Reed, amerykańska koszykarka
  - Joanna Skrzydlewska, polska polityk, poseł na Sejm RP i eurodeputowana
  - Siergiej Udalcow, rosyjski działacz opozycyjny
- 1978:
  - Laura Agea, włoska polityk
  - Tomasz Celej, polski koszykarz
  - Ashton Holmes, amerykański aktor
  - Rory Kinnear, brytyjski aktor
  - Lucyna Kornobys, polska lekkoatletka, miotaczka
- 1979:
  - Cara Black, zimbabweńska tenisistka
  - Eva Gardner, amerykańska gitarzystka basowa
  - Bear McCreary, amerykański muzyk, kompozytor
- 1980:
  - Linor Abargil, izraelska modelka, zdobywczyni tytułu Miss World
  - Eva Dyrberg, duńska tenisistka
  - Al Harrington, amerykański koszykarz
  - Jason Ritter, amerykański aktor
  - Tomáš Rolinek, czeski hokeista
  - Marcin Wichary, polski piłkarz ręczny, bramkarz
- 1981:
  - Tiberiu Bălan, rumuński piłkarz
  - Gregor Bermbach, niemiecki bobsleista
  - Michał Gołkowski, polski pisarz science fiction
  - Joseph Gordon-Levitt, amerykański aktor
  - Paris Hilton, amerykańska aktorka, modelka
  - Ray J, amerykański piosenkarz, producent muzyczny, aktor
- 1982:
  - Adriano, brazylijski piłkarz
  - Timothée Atouba, kameruński piłkarz
  - Brooke D’Orsay, kanadyjska aktorka
  - Eunice Jepkorir, kenijska lekkoatletka, biegaczka długodystansowa
  - Nicolás Medina, argentyński piłkarz
  - Janvier Ndikumana, burundyjski piłkarz, bramkarz
  - Piotr Piątek, polski łucznik
  - Irena Więckowska, polska szablistka
  - Marta Wójcik, polska siatkarka
- 1983:
  - Alicja Buławka-Fankidejska, polska artystka, ceramik
  - Małgorzata Chojnacka, polska kajakarka
  - Émilie Fer, francuska kajakarka
  - Chelsea Newton, amerykańska koszykarka
  - Kevin Rudolf, amerykański piosenkarz, autor tekstów, producent muzyczny
  - Joëlle Scheer, luksemburska lekkoatletka, tyczkarka
- 1984:
  - Támara Echegoyen, hiszpańska żeglarka sportowa
  - Marcin Gortat, polski koszykarz
  - Ásgeir Örn Hallgrímsson, islandzki piłkarz ręczny
  - Kurt Looby, antiguański koszykarz
  - Rafał Maserak, polski tancerz
  - Julija Mierkułowa, rosyjska siatkarka
- 1985:
  - Anders Jacobsen, norweski skoczek narciarski
  - Štefan Ružička, słowacki hokeista
  - Ewelina Staszulonek, polska saneczkarka
- 1986:
  - Metodi Ananiew, bułgarski siatkarz
  - Grigorij Dobrygin, rosyjski aktor
  - Agnieszka Labus, polska architekt, dr nauk technicznych
  - Joey O’Brien, irlandzki piłkarz
  - Krzysztof Wach, polski aktor
- 1987:
  - Raffi Ahmad, indonezyjski aktor, piosenkarz
  - Nathan Cleverly, walijski bokser
  - Alex Frost, amerykański aktor
  - Kamil Kosowski, polski hokeista, bramkarz
  - Ramon Miller, bahamski lekkoatleta, sprinter
  - Adrian Stańczak, polski siatkarz
  - Ante Tomić, chorwacki koszykarz
- 1988:
  - Michael Frolík, czeski hokeista
  - Anna Hartelt, niemiecka curlerka
  - Natascha Kampusch, austriacka ofiara porwania
  - Krzysztof Kosiński, polski polityk, poseł na Sejm RP
  - Wasyl Łomaczenko, ukraiński bokser
- 1989:
  - Rebecca Adlington, brytyjska pływaczka
  - Albert Černý, czeski wokalista, gitarzysta, członek zespołów: Charlie Straight i Lake Malawi
  - Antoni Królikowski, polski aktor
  - Chord Overstreet, amerykański piosenkarz, muzyk, aktor
  - Katarzyna Pawlik, polska pływaczka, paraolimpijka
  - Vladimír Růžička (młodszy), czeski hokeista
- 1990:
  - Anastasija Czircowa, rosyjska narciarka dowolna
  - Attila Fiola, węgierski piłkarz
  - Marianne St-Gelais, kanadyjska łyżwiarka szybka, specjalistka short tracku
  - Barbara Szabó, węgierska lekkoatletka, skoczkini wzwyż
  - Edin Višća, bośniacki piłkarz
- 1991:
  - Jean Mugiraneza, rwandyjski piłkarz
  - Ed Sheeran, brytyjski piosenkarz, autor tekstów, producent muzyczny
  - Marvin Sordell, angielski piłkarz
  - Bonnie Wright, brytyjska aktorka
  - Milana Živadinović, serbska koszykarka
- 1992:
  - Glenn Cosey, amerykański koszykarz
  - Monika Grigalauskytė, litewska koszykarka
  - Zane Knowles, bahamski koszykarz
  - Molly Kreklow, amerykańska siatkarka
  - Meaghan Jette Martin, amerykańska aktorka, piosenkarka
- 1993:
  - Marta Bach, hiszpańska piłkarka wodna
  - Elhaida Dani, albańska piosenkarka
  - Małgorzata Heretyk-Musiał, polska aktorka
  - Abdullah Jaber, palestyński piłkarz
  - Kim Seung-hak, południowokoreański zapaśnik
  - Nicola Leali, włoski piłkarz, bramkarz
  - Devin Logan, amerykańska narciarka dowolna
  - Marc Márquez, hiszpański motocyklista wyścigowy
- 1994:
  - Justine Bruno, francuska pływaczka
  - Malvina Chrząszcz, polska szachistka
  - Kyle Ebecilio, holenderski piłkarz
  - Eri Hozumi, japońska tenisistka
  - Jarosław Jach, polski piłkarz
  - Marjolein Lindemans, belgijska lekkoatletka, wieloboistka
  - Yusleidys Mendieta, kubańska lekkoatletka, wieloboistka
  - Darien Nelson-Henry, amerykański koszykarz
  - Shin Jae-hwi, południowokoreański aktor
- 1995:
  - Piotr Brożyna, polski kolarz szosowy
  - Marvin da Graça, luksemburski piłkarz pochodzenia kabowerdyjskiego
  - Madison Keys, amerykańska tenisistka
- 1996:
  - Karolina Ciesielska, polska lekkoatletka, sprinterka
  - Sasha Pieterse, amerykańska aktorka, piosenkarka pochodzenia południowoafrykańskiego
  - Elisa Zanette, włoska siatkarka
  - Luka Zarandia, gruziński piłkarz
- 1997:
  - Zeki Çelik, turecki piłkarz
  - Simon Martirosjan, ormiański sztangista
  - Maksym Priadun, ukraiński piłkarz
  - Joanna Szwab, polska skoczkini narciarska
  - Wojciech Wątroba, polski koszykarz
- 1998:
  - Ołeh Kożuszko, ukraiński piłkarz
  - Alan Łyszczarczyk, polski hokeista
  - Jon Rolf Skamo Hope, norweski biegacz narciarski
- 1999:
  - Emily Maupin, amerykańska koszykarka
  - Alex de Minaur, australijski tenisista
  - Denys Popow, ukraiński piłkarz
- 2000:
  - Szymon Działakiewicz, polski piłkarz ręczny
  - Aleksandra Kot, polska prawnik, polityk, poseł na Sejm RP
- 2001:
  - Giovanni Bresadola, włoski skoczek narciarski
  - Guilherme Pato, brazylijski piłkarz
- 2002:
  - Alexandra Bär, szwajcarska narciarka dowolna
  - Julia Koralewska, polska lekkoatletka, biegaczka
  - Iwan Nikołow, macedoński piłkarz
  - Kelly Sildaru, estońska narciarka dowolna
- 2003:
  - Martin Svrček, słowacki kolarz szosowy
  - Weverton, brazylijski piłkarz
  - Zhang Chutong, chińska łyżwiarka szybka, specjalistka short tracku
- 2004:
  - Amari Bailey, amerykański koszykarz
  - Patricio Salas, meksykański piłkarz
- 2005 – Santiago Hidalgo, argentyński piłkarz

## Zmarli
- 364 – Jowian, cesarz rzymski (ur. ok. 331)
- 440 – Mesrop Masztoc, ormiański duchowny, uczony (ur. 359)
- 1071 – Frowila Orseolo, margrabina austriacka (ur. ?)
- 1220 – Tybald I, książę Górnej Lotaryngii (ur. ok. 1191)
- 1221 – Dytryk I Zgnębiony, margrabia Miśni i Łużyc (ur. ok. 1170)
- 1281 – Bruno ze Schauenburku, czeski duchowny katolicki, biskup ołomuniecki pochodzenia niemieckiego (ur. ok. 1205)
- 1285 – Łukasz Belludi, włoski franciszkanin, błogosławiony (ur. ok. 1195)
- 1310 – Aleksy Falconieri, włoski zakonnik, święty (ur. po 1200)
- 1339 – Otto Wesoły, książę Austrii, Styrii i Karyntii (ur. 1301)
- 1370 – Henning Schindekopf, niemiecki komtur krzyżacki (ur. 1330)
- 1371 – Iwan Aleksander, car Bułgarii (ur. ?)
- 1461 – John Grey, angielski arystokrata, dowódca wojskowy (ur. ok. 1432)
- 1493 – Przemek III, formalny książę opawski (ur. ok. 1450)
- 1500 – Wilhelm III Młodszy, landgraf Górnej Hesji (ur. 1471)
- 1504 – Eberhard II, książę Wirtembergii (ur. 1447)
- 1557 – Johann Timann, niemiecki duchowny protestancki, działacz reformacji (ur. przed 1500)
- 1571 – Martin Roháč, czeski seryjny morderca, rozbójnik (ur. ?)
- 1600 – Giordano Bruno, włoski dominikanin, teolog, filozof, poeta (ur. 1548)
- 1609 – Ferdynand I Medyceusz, wielki książę Toskanii (ur. 1549)
- 1610 – Stanisław Stadnicki, polski szlachcic, kasztelan przemyski (ur. ok. 1582)
- 1612:
  - Hermogen, patriarcha moskiewski i całej Rusi, cudotwórca, męczennik i święty prawosławny (ur. ok. 1530)
  - Ernest Wittelsbach, książę bawarski, arcybiskup Kolonii, Münster, Hildesheim, Liège i Freising (ur. 1554)
- 1616 – Pierre de Gondi, francuski duchowny katolicki, biskup Paryża, kardynał (ur. 1533)
- 1647 – Johann Heermann, niemiecki poeta, prozaik, działacz reformacji (ur. 1585)
- 1673 – Molier, francuski komediopisarz, aktor, dyrektor teatru (ur. 1622)
- 1680 – Jan Swammerdam, holenderski lekarz, przyrodnik (ur. 1637)
- 1694 – Antoinette Des Houlièrs, francuska pisarka (ur. 1638)
- 1707 – Giambattista Rubini, włoski kardynał (ur. 1642)
- 1709 – Konstanty Józef Zieliński, polski duchowny katolicki, biskup pomocniczy gnieźnieński, arcybiskup metropolita lwowski (ur. 1646)
- 1715 – Antoine Galland, francuski orientalista, archeolog, numizmatyk, tłumacz (ur. 1646)
- 1729:
  - Jan Ernest IV, współksiążę Saksonii-Gothy-Altenburga, książę Saksonii-Saalfeld i Saksonii-Coburga (ur. 1658)
  - Piotr Tołstoj, rosyjski urzędnik, dyplomata (ur. 1645)
- 1732 – Louis Marchand, francuski kompozytor, organista, klawesynista (ur. 1669)
- 1788 – Maurice Quentin de La Tour, francuski malarz portrecista (ur. 1704)
- 1789 – Paolo Francesco Giustiniani, włoski duchowny katolicki, biskup Treviso (ur. 1715)
- 1794 – Edward Hughes, brytyjski admirał (ur. ok. 1720)
- 1796 – James Macpherson, szkocki poeta (ur. 1736)
- 1797 – Maria Anna Wettyn, księżniczka polska i saska (ur. 1728)
- 1805 – Josephus Nicolaus Laurenti, austriacki naturalista pochodzenia włoskiego (ur. 1735)
- 1816 – Anton August Heinrich Lichtenstein, niemiecki zoolog, językoznawca, teolog, wykładowca akademicki (ur. 1753)
- 1820 – Franciszek Clet, francuski lazarysta, misjonarz, męczennik, święty (ur. 1748)
- 1827 – Johann Heinrich Pestalozzi, szwajcarski pedagog, pisarz (ur. 1746)
- 1831 – Fryderyk Wilhelm, książę Szlezwika-Holsztynu-Sonderburga-Glücksburga, generał-major (ur. 1785)
- 1833 – Samuel Fraenkel, polski kupiec, bankier pochodzenia żydowskiego (ur. ?)
- 1834 – Joseph Kalter, niemiecki malarz (ur. 1780)
- 1841 – Ferdinando Carulli, włoski gitarzysta, kompozytor (ur. 1770)
- 1847 – William Collins, brytyjski malarz (ur. 1788)
- 1848 – George W. Campbell, amerykański polityk (ur. 1769)
- 1854 – John Martin, brytyjski malarz, grawer (ur. 1789)
- 1855 – Józef Beder, niemiecki duchowny katolicki (ur. 1773)
- 1856 – Heinrich Heine, niemiecki poeta pochodzenia żydowskiego (ur. 1797)
- 1857 – Elżbieta Sanna włoska tercjarka, błogosławiona (ur. 1788)
- 1860 – Hieronim Kaliński, polski poeta (ur. 1792)
- 1865:
  - George Phillips Bond, amerykański astronom (ur. 1825)
  - Emanuel Szafarczyk, polski działacz niepodległościowy, naczelnik warszawskich żandarmów wieszających w powstaniu styczniowym (ur. 1835)
  - Aleksander Waszkowski, polski działacz niepodległościowy, ostatni naczelnik Warszawy w powstaniu styczniowym (ur. 1841)
- 1866 – Piotr Yu Chŏng-nyul, koreański męczennik i święty katolicki (ur. 1836)
- 1873 – Mateusz Ornano-Chiaratelli, korsykański wojskowy, architekt, budowniczy, uczestnik powstania listopadowego (ur. 1788)
- 1874 – Adolphe Quételet, belgijski astronom, matematyk, socjolog, kryminolog (ur. 1796)
- 1881 – Theodor Hirsch, niemiecki historyk, archiwista (ur. 1806)
- 1884:
  - Heinrich Berghaus, niemiecki kartograf (ur. 1797)
  - Charles Stuart Calverley, brytyjski poeta, humorysta, tłumacz (ur. 1831)
- 1890 – Christopher Sholes, amerykański dziennikarz, wynalazca (ur. 1819)
- 1891 – Theophil Edvard Hansen, duński architekt (ur. 1813)
- 1892 – Johan Sverdrup, norweski polityk, premier Norwegii (ur. 1816)
- 1893 – Moses Löwenmeier, niemiecki rabin (ur. 1823)
- 1897 – Władysław Haller de Hallenburg, polski ziemianin, polityk (ur. 1834)
- 1898 – James Stansfeld, brytyjski polityk (ur. 1820)
- 1899 – Lewis Miller, amerykański przedsiębiorca, filantrop (ur. 1829)
- 1901:
  - Carlos Casagemas, hiszpański malarz (ur. 1881)
  - Ethelbert Nevin, amerykański pianista, kompozytor (ur. 1862)
- 1903 – Joseph Favre, szwajcarski szef kuchni (ur. 1849)
- 1904 – Hermann Emminghaus, niemiecki psychiatra (ur. 1845)
- 1905 – Sergiusz Romanow, rosyjski arystokrata, polityk, generał-gubernator Moskwy (ur. 1857)
- 1909 – Geronimo, wódz indiański (ur. 1829)
- 1913 – Joaquin Miller, amerykański dziennikarz, poeta, dramaturg (ur. 1837)
- 1915 – Francisco Giner de los Ríos, hiszpański filozof, eseista, pedagog (ur. 1839)
- 1916 – Miklós Konkoly-Thege, węgierski fizyk, astronom (ur. 1842)
- 1917 – Edmund Bishop, brytyjski historyk katolicki (ur. 1846)
- 1919:
  - Wilfrid Laurier, kanadyjski polityk, premier Kanady (ur. 1841)
  - Arnold Senfft von Pilsach, niemiecki polityk (ur. 1859)
  - Giuseppe Sterzi, włoski neuroanatom, historyk medycyny (ur. 1876)
- 1922:
  - Józef Grzybowski, polski geolog, paleontolog (ur. 1869)
  - Józef Łabuński, polski dramaturg, tłumacz, historyk prawa (ur. 1852)
- 1924 – Auguste Boué de Lapeyrère, francuski admirał, polityk (ur. 1852)
- 1925 – Julius Hirschberg, niemiecki okulista, historyk medycyny (ur. 1843)
- 1928 – Jerzy Zygmunt Merzbach, belgijsko-egipski prawnik, polityk pochodzenia polsko-żydowskiego (ur. 1874)
- 1929 – Władysław Wścieklica, polski przemysłowiec, drukarz (ur. 1856)
- 1930 – Franz Volkmer, niemiecki historyk, nauczyciel (ur. 1846)
- 1931 – Władysław Jamiński, polski aktor, śpiewak operetkowy (tenor) (ur. 1858)
- 1933 – Toktoguł Satyłganow, kirgiski poeta, kompozytor, pieśniarz (ur. 1864)
- 1934:
  - Albert I Koburg, król Belgów (ur. 1875)
  - Siegbert Tarrasch, niemiecki szachista pochodzenia żydowskiego (ur. 1862)
- 1935 – Jakub Przeworski, polski księgarz, wydawca pochodzenia żydowskiego (ur. 1875)
- 1936:
  - Pawieł Bułygin, rosyjski pułkownik, prozaik, poeta, publicysta emigracyjny (ur. 1896)
  - Hiram Percy Maxim, amerykański radioamator, wynalazca (ur. 1869)
- 1937 – Hugo Meisl, austriacki trener i sędzia piłkarski pochodzenia żydowskiego (ur. 1881)
- 1938 – Stefan Przanowski, polski inżynier mechanik, przemysłowiec, działacz gospodarczy, polityk (ur. 1874)
- 1940:
  - Stefan Bursche, polski inżynier mechanik (ur. 1887)
  - Zygmunt Lipiński, polsko-niemiecki malarz (ur. 1873)
  - Wincenty Podgurski, polski pułkownik (ur. 1882)
  - Antoni Wilk, polski astronom, wykładowca akademicki (ur. 1876)
- 1942:
  - Jewgienij Czerwiakow, rosyjski aktor, reżyser filmowy (ur. 1899)
  - Paweł Łoziński, polski zoolog-anatom, wykładowca akademicki (ur. 1883)
- 1943:
  - Wiktor Alter, polski działacz socjalistyczny pochodzenia żydowskiego (ur. 1890)
  - Antoni Leszczewicz, polski marianin, męczennik, błogosławiony (ur. 1890)
  - Bolesław Odrowąż-Szukiewicz, polski podporucznik, cichociemny (ur. 1916)
- 1944:
  - Wałentyn Kotyk, radziecki pionier, partyzant-zwiadowca (ur. 1930)
  - Harry Benjamin Wolf, amerykański polityk (ur. 1880)
- 1945 – Anton Burłaczuk, radziecki szeregowiec (ur. 1925)
- 1946:
  - Beniamin I, grecki duchowny prawosławny, patriarcha Konstantynopola (ur. 1871)
  - Jan Stapiński, polski działacz ruchu ludowego (ur. 1867)
- 1947:
  - Stanisław Ignacy Fabijański, polski malarz, ilustrator, autor plakatów (ur. 1865)
  - Rudolf Gercke, niemiecki generał piechoty (ur. 1884)
  - Elena Văcărescu, rumuńsko-francuska pisarka, poetka, tłumaczka, dyplomatka (ur. 1864)
- 1948 – Zygmunt Lasocki, polski hrabia, prawnik, polityk, dyplomata (ur. 1867)
- 1949:
  - George Denholm Armour, brytyjski malarz, ilustrator (ur. 1864)
  - Ellery Clark, amerykański lekkoatleta, skoczek wzwyż i w dal (ur. 1874)
- 1950:
  - William Dickey, amerykański skoczek do wody (ur. 1883)
  - Tasker Oddie, amerykański polityk (ur. 1870)
  - Dawid Rozenberg, rosyjski ekonomista marksistowski, wykładowca akademicki pochodzenia żydowskiego (ur. 1879)
- 1952 – Edvige Carboni, włoska mistyczka, stygmatyczka (ur. 1880)
- 1953 – Piotr Szyrszow, radziecki hydrobiolog, geograf, polityk (ur. 1905)
- 1954:
  - Erik Bergqvist, szwedzki piłkarz, bramkarz, piłkarz wodny (ur. 1891)
  - Alfred Szczepański, polski taternik (ur. 1908)
- 1955 – Štefan Krčméry, słowacki duchowny ewangelicki, poeta, redaktor (ur. 1892)
- 1958:
  - Herbert Emery Hitchcock, amerykański prawnik, polityk (ur. 1867)
  - Ludwik Turowicz, polski grafik (ur. 1901)
- 1959:
  - Kathryn Adams, amerykańska aktorka (ur. 1893)
  - Henryk Małkowski, polski aktor (ur. 1881)
- 1960 – Ernest Barker, brytyjski politolog, wykładowca akademicki (ur. 1874)
- 1961:
  - Julius Jaenzon, szwedzki operator filmowy (ur. 1885)
  - Nita Naldi, amerykańska aktorka (ur. 1894)
  - Władysław Szczepanik, polski malarz, pedagog (ur. 1891)
  - Juliusz Wójciak, polski adwokat (ur. 1910)
- 1962 – Bruno Walter, amerykański dyrygent, kompozytor pochodzenia niemieckiego (ur. 1876)
- 1963:
  - Antoni Chmurski, polski prawnik, konstytucjonalista, wydawca prasowy (ur. 1877)
  - Zofia Dobrzańska, polska aktorka (ur. 1885)
  - László Lajtha, węgierski kompozytor, etnomuzykolog, etnograf, dyrygent (ur. 1892)
- 1964:
  - Jan Szczepkowski, polski rzeźbiarz, malarz, pedagog (ur. 1878)
  - Heinrich Tietze, austriacki matematyk, wykładowca akademicki (ur. 1880)
- 1965 – Tadeusz Lehr-Spławiński, polski językoznawca, slawista, wykładowca akademicki (ur. 1891)
- 1966:
  - Charles Hobson, brytyjski polityk (ur. 1903)
  - Alfred P. Sloan, amerykański przedsiębiorca (ur. 1875)
  - Kamil Stefko, polski porucznik rezerwy artylerii, prawnik, wykładowca akademicki (ur. 1875)
- 1967:
  - William Donald Patrick, brytyjski pilot wojskowy, as myśliwski (ur. 1890)
  - Jan Wiktor, polski pisarz, dziennikarz, publicysta, działacz ludowy, polityk, poseł na Sejm RP (ur. 1890)
- 1968:
  - Arnoud van der Biesen, holenderski żeglarz sportowy (ur. 1899)
  - Marquard Schwarz, amerykański pływak (ur. 1887)
- 1969:
  - Paul Barbarin, amerykański perkusista jazzowy (ur. 1899)
  - Julius Pelikán, czeski rzeźbiarz, medalier (ur. 1887)
  - Albert Victor Tonkin, australijski pilot wojskowy, as myśliwski (ur. 1886)
- 1970:
  - Szmuel Josef Agnon, izraelski pisarz, laureat Nagrody Nobla (ur. 1888)
  - Andrij Małyszko, ukraiński poeta, tłumacz, dziennikarz (ur. 1912)
  - Alfred Newman, amerykański kompozytor (ur. 1901)
  - Nina Pigulewska, rosyjska historyk, bizantynolog, mediewiska (ur. 1894)
  - Čeněk Šlégl, czeski aktor (ur. 1893)
- 1971 – Miron Radu Paraschivescu, rumuński poeta, eseista, publicysta (ur. 1911)
- 1972:
  - François De Vries, belgijski piłkarz (ur. 1913)
  - Gawriił Popow, rosyjski kompozytor (ur. 1904)
  - Martin Schröttle, niemiecki hokeista (ur. 1901)
- 1973 – Stefania Płaskowiecka-Nodari, polska działaczka polonijna (ur. 1892)
- 1974 – Waleria Suzin, polska tancerka (ur. 1883)
- 1975:
  - George Marshall, amerykański aktor, scenarzysta, producent i reżyser filmowy i telewizyjny (ur. 1891)
  - Hugo Viktor Österman, fiński generał pochodzenia szwedzkiego (ur. 1892)
- 1976:
  - Matthias Kaburek, austriacki i niemiecki piłkarz (ur. 1911)
  - Władysław Kołder, polski ichtiolog (ur. 1895)
  - Józef Piskorski, polski rzemieślnik, polityk, poseł na Sejm PRL (ur. 1913)
- 1977:
  - Janani Luwum, ugandyjski duchowny anglikański, arcybiskup (ur. 1922)
  - Maciej Nehring, polski malarz (ur. 1901)
- 1978:
  - Artiemij Arcychowski, rosyjski archeolog, historyk, wykładowca akademicki (ur. 1902)
  - Franciszek Pitułko, polski komandor porucznik (ur. 1908)
- 1979:
  - Grzegorz Chruścielewski, polski architekt (ur. 1922)
  - William Gargan, amerykański aktor (ur. 1905)
  - Jakov Xoxa, albański prozaik, poeta (ur. 1922)
- 1981:
  - Janina Broniewska, polska major, autorka powieści dla dzieci i młodzieży, publicystka, pedagog (ur. 1904)
  - Aleksander Drożdżyński, polski dziennikarz, publicysta, pisarz, satyryk pochodzenia żydowskiego (ur. 1925)
  - Wasilij Kazakow, radziecki polityk (ur. 1916)
- 1982:
  - Ignacy Abramowicz, polski okulista (ur. 1890)
  - Feliks Konopka, polski malarz, poeta (ur. 1888)
  - Thelonious Monk, amerykański muzyk jazzowy (ur. 1917)
  - Lee Strasberg, amerykański aktor, reżyser teatralny, pedagog pochodzenia żydowskiego (ur. 1901)
- 1983:
  - Stanisław Hubert, polski prawnik, wykładowca akademicki (ur. 1905)
  - Fryderyk Monica, polski piłkarz (ur. 1937)
  - Tancredi Pasero, włoski śpiewak operowy (bas) (ur. 1893)
- 1984:
  - Pawieł Baticki, radziecki dowódca wojskowy, marszałek ZSRR, polityk (ur. 1910)
  - Stanisław Jensen, polski chorąży pilot (ur. 1906)
- 1986:
  - Jiddu Krishnamurti, indyjski filozof, mówca, pisarz (ur. 1895)
  - Wanda Rewska Colacino, polska malarka (ur. 1907)
  - Kazimierz Ferdynand Wojakowski, polski podpułkownik saperów (ur. 1895)
- 1987:
  - Jaakko Friman, fiński łyżwiarz szybki (ur. 1904)
  - Hans Tetzner, holenderski piłkarz (ur. 1898)
- 1988:
  - John Marco Allegro, brytyjski archeolog, historyk religii (ur. 1923)
  - Aleksandr Baszłaczow, rosyjski bard, poeta (ur. 1960)
  - Alain Savary, francuski polityk (ur. 1918)
- 1989:
  - Dina Halpern, polska aktorka pochodzenia żydowskigo (ur. 1909)
  - Jan Vreede, holenderski żeglarz sportowy (ur. 1900)
- 1990:
  - Robert Bernard, niemiecki piłkarz (ur. 1913)
  - Ján Imro, słowacki generał (ur. 1897)
  - Erik Rhodes, amerykański aktor, piosenkarz (ur. 1906)
  - Wołodymyr Szczerbycki, ukraiński i radziecki polityk (ur. 1918)
- 1991 – Hans Thimig, austriacki reżyser filmowy (ur. 1900)
- 1992:
  - Josef Kratochvíl, czeski zoolog, wykładowca akademicki (ur. 1909)
  - Włodzimierz Prochaska, polski architekt, wykładowca akademicki (ur. 1900)
- 1993 – Włodzimierz Sedlak, polski duchowny katolicki (ur. 1911)
- 1994:
  - Aleksandr Czakowski, rosyjski pisarz, dziennikarz (ur. 1913)
  - Gretchen Fraser, amerykańska narciarka alpejska (ur. 1919)
  - Mirjam Karoli, izraelska graficzka, projektantka (ur. 1925)
  - Vilmos Varjú, węgierski lekkoatleta, kulomiot (ur. 1937)
- 1995:
  - Michaił Piskunow, radziecki generał major wojsk pancernych (ur. 1915)
  - Mirosław Żuławski, polski pisarz, dyplomata (ur. 1913)
- 1996:
  - Hervé Bazin, francuski pisarz (ur. 1911)
  - Liliana Ochmańska, polska aktorka, reżyserka (ur. 1933)
  - Michel Pablo, francuski polityk, trockista pochodzenia greckiego (ur. 1911)
- 1997:
  - Jerzy Nomarski, polski optyk, fizyk, konstruktor (ur. 1919)
  - Asfa Uesen, cesarz Etiopii na wygnaniu (ur. 1916)
- 1998:
  - Nicolas Bouvier, szwajcarski podróżnik, fotograf, pisarz (ur. 1929)
  - Ernst Jünger, niemiecki pisarz (ur. 1895)
- 2001 – Marta Majowska, polska gimnastyczka (ur. 1911)
- 2002:
  - Alexander Carter, kanadyjski duchowny katolicki, biskup Sault Sainte Marie (ur. 1909)
  - Lew Kulidżanow, rosyjski aktor, reżyser i scenarzysta filmowy (ur. 1923)
- 2003:
  - Christo Danow, bułgarski prawnik, adwokat, polityk (ur. 1922)
  - Anna Jerzmańska, polska paleontolog, wykładowczyni akademicka (ur. 1928)
  - Władimir Szlachtin, rosyjski generał pułkownik (ur. 1940)
- 2004:
  - Bruce Beaver, australijski poeta (ur. 1928)
  - José López Portillo, meksykański polityk, prezydent Meksyku (ur. 1920)
- 2005:
  - Dan O’Herlihy, irlandzki aktor (ur. 1919)
  - Aleksander Rejman, polski ogrodnik, pomolog (ur. 1914)
  - Omar Sívori, argentyński piłkarz, trener (ur. 1935)
  - Anatolij Zubrycki, ukraiński piłkarz, bramkarz, trener (ur. 1920)
- 2006 – Józef Andrzej Gierowski, polski historyk (ur. 1922)
- 2007 – Maurice Papon, francuski polityk, kolaborant (ur. 1910)
- 2008 – Jacek Stachlewski, polski operator filmowy (ur. 1939)
- 2010:
  - Giulio de Florian, włoski biegacz narciarski (ur. 1936)
  - Kathryn Grayson, amerykańska aktorka, śpiewaczka operowa (sopran) (ur. 1922)
  - Mieczysław Grudzień, polski generał dywizji, kontradmirał, polityk, minister ds. kombatantów (ur. 1922)
  - Jerzy Tadeusz Mróz, polski malarz, artysta współczesny (ur. 1946)
  - Hans Henning Ørberg, duński językoznawca, pedagog (ur. 1920)
  - Witold Skaruch, polski aktor (ur. 1930)
- 2011:
  - Perry Moore, amerykański producent filmowy (ur. 1971)
  - Janusz Uklejewski, polski fotografik, fotoreporter, dokumentalista (ur. 1925)
- 2012:
  - Tadeusz Bartos, polski polityk, senator RP (ur. 1937)
  - Robert Carr, brytyjski polityk (ur. 1916)
- 2013:
  - Richard Briers, brytyjski aktor (ur. 1934)
  - Sokrat Janowicz, białoruski pisarz (ur. 1936)
  - Mindy McCready, amerykańska piosenkarka country (ur. 1975)
  - Bronisław Wolanin, polski ceramik (ur. 1937)
- 2014 – Denzil Thomas, walijski rugbysta (ur. 1929)
- 2015:
  - Andrzej Koszewski, polski kompozytor, teoretyk muzyki, muzykolog (ur. 1922)
  - Antonio Lanfranchi, włoski duchowny katolicki, biskup Modeny-Nonantoli (ur. 1946)
  - Feliks Tych, polski historyk, publicysta (ur. 1929)
- 2016:
  - Zbigniew Chrupek, polski ekonomista, wykładowca akademicki (ur. 1931)
  - Andrzej Żuławski, polski reżyser i scenarzysta filmowy, aktor, pisarz (ur. 1940)
- 2017:
  - Warren Frost, amerykański aktor (ur. 1925)
  - Börge Hellström, szwedzki pisarz (ur. 1957)
  - Henryka Jóźwik, polska lekkoatletka, biegaczka średniodystansowa (ur. 1938)
  - Robert Henry Michel, amerykański polityk (ur. 1923)
  - Michael Novak, amerykański ekonomista, politolog, polityk (ur. 1933)
  - Nadieżda Olizarenko, rosyjska lekkoatletka, biegaczka średniodystansowa (ur. 1953)
  - Tom Regan, amerykański filozof, wykładowca akademicki (ur. 1938)
  - Nikola Stajković, austriacki pływak (ur. 1959)
  - Thomas Sweeney, australijski rugbysta (ur. 1929)
- 2018:
  - Ja’akow Ben Jezri, izraelski polityk, minister zdrowia (ur. 1927)
  - Halina Chmielewska, polska reżyserka i scenarzystka filmowa (ur. 1932)
  - Emmanuele Kanyama, malawijski duchowny katolicki, biskup Dedzy (ur. 1962)
  - Jan Stanisław Kiczor, polski poeta (ur. 1947)
- 2019:
  - Jan Jasny, polski inżynier (ur. ok. 1932)
  - Antons Justs, łotewski duchowny katolicki, biskup Jełgawy (ur. 1931)
  - Šaban Šaulić, serbski piosenkarz (ur. 1951)
  - Andrzej Szybka, polski piłkarz ręczny (ur. 1945)
- 2020:
  - Lorenzo León Alvarado, peruwiański duchowny katolicki, biskup Huacho (ur. 1928)
  - Henryk Gała, polski poeta, dramatopisarz (ur. 1938)
  - Mário da Graça Machungo, mozambicki ekonomista, polityk, premier Mozambiku (ur. 1940)
  - Charles Portis, amerykański pisarz (ur. 1933)
  - Gieorgij Szengiełaja, gruziński aktor, reżyser i scenarzysta filmowy (ur. 1937)
  - Larry Tesler, amerykański programista (ur. 1945)
  - Sonja Ziemann, niemiecka aktorka, piosenkarka, tancerka (ur. 1926)
- 2021:
  - Oscar Albarado, amerykański bokser (ur. 1948)
  - Rush Limbaugh, amerykański dziennikarz radiowy, komentator polityczny (ur. 1951)
  - Joseph Pastor Neelankavil, indyjski duchowny syromalabarski, biskup Saugoru (ur. 1930)
  - Arkoç Özcan, turecki piłkarz, trener (ur. 1939)
  - Mariusz Puchalski, polski aktor (ur. 1953)
  - Gianluigi Saccaro, włoski szpadzista (ur. 1938)
  - U-Roy, jamajski muzyk reggae (ur. 1942)
  - Martí Vergés, hiszpański piłkarz (ur. 1934)
- 2022:
  - Steve Burtenshaw, angielski piłkarz, trener (ur. 1935)
  - Máté Fenyvesi, węgierski piłkarz, polityk (ur. 1933)
  - Gerardo Humberto Flores Reyes, gwatemalski duchowny katolicki, biskup Vera Paz (ur. 1925)
  - František Lobkowicz, czeski duchowny katolicki, biskup ostrawsko-opawski (ur. 1948)
  - Giuseppe Ros, włoski bokser (ur. 1942)
- 2023:
  - Rebecca Blank, amerykańska polityk, sekretarz handlu (ur. 1955)
  - Krzysztof Chwalibóg, polski architekt (ur. 1940)
  - Jacek Gzella, polski historyk, wykładowca akademicki (ur. 1954)
  - George Miller, australijski reżyser i producent filmowy i telewizyjny (ur. 1943)
  - Stella Stevens, amerykańska aktorka (ur. 1938)
- 2024:
  - Peter Muhich, amerykański duchowny katolicki, biskup Rapid City (ur. 1961)
  - Jacob Oudkerk, holenderski kolarz torowy i szosowy (ur. 1937)
  - Lidia Szczerbińska, polska gimnastyczka sportowa (ur. 1934)
  - Lewan Tediaszwili, gruziński zapaśnik (ur. 1948)
  - Juan María Uriarte Goiricelaya, hiszpański duchowny katolicki, biskup Zamory i San Sebastián (ur. 1933)
- 2025:
  - Frits Bolkestein, holenderski ekonomista, polityk, minister obrony, komisarz UE ds. rynku wewnętrznego i usług (ur. 1933)
  - Danuta Duszniak, polska projektantka ceramiki (ur. 1926)
  - Antonine Maillet, kanadyjska pisarka (ur. 1929)
  - Petr Matoušek, czeski kolarz szosowy (ur. 1949)
  - Jamie Muir, brytyjski perkusista, członek zespołu King Crimson, malarz (ur. 1942)
  - Amos Ojo, nigeryjski zapaśnik (ur. 1962)